# Confine tra Giappone e Russia

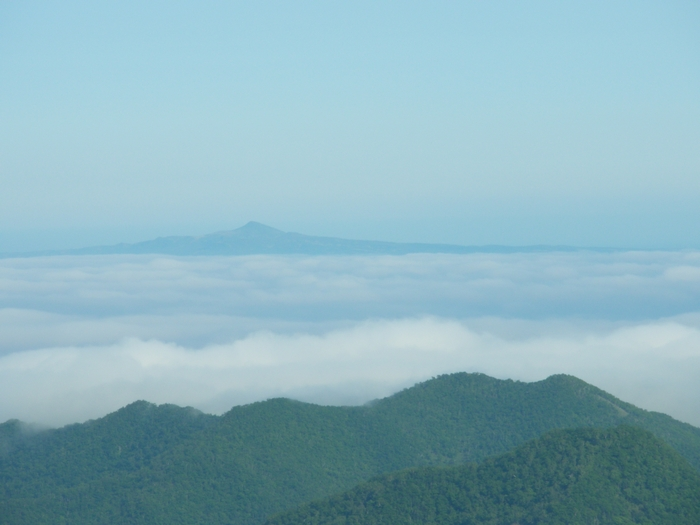
L'isola Kunašir controllata dalla Russia (sullo sfondo) vista dalla penisola giapponese di Shiretoko (in primo piano).

Il confine tra il Giappone e la Russia è interamente marittimo e separa de facto le acque territoriali dei due Paesi. Secondo l'agenzia di frontiera russa, la lunghezza del confine è di 194,3 km (120,7 mi).
I due Paesi hanno condiviso un confine terrestre durante il periodo 1905-1945, quando l'isola Sachalin fu divisa tra il Giappone e l'Impero russo (e più tardi l'URSS).

## Storia

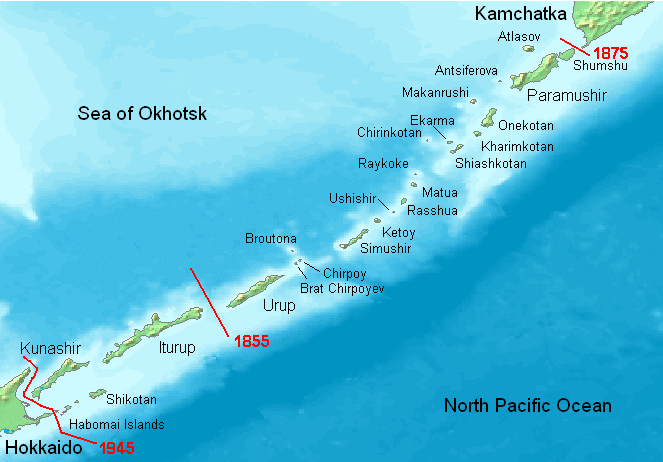
Lo spostamento del confine nelle Isole Curili

Il confine tra il Giappone e la Russia è cambiato più volte negli ultimi 100 anni. Il trattato di Shimoda (1855) divise le Isole Curili, creando un confine marittimo tra l'Etafu giapponese (Iturup) a sud e l'Urup russa a nord. Il trattato tuttavia non determinò lo status di Sakhalin.
Il trattato di San Pietroburgo (1875) assegnò l'isola di Sakhalin alla Russia e tutte le isole Curili al Giappone. Così durante i successivi 30 anni il confine marittimo tra i due imperi correva lungo lo stretto di La Pérouse (tra Hokkaidō e Sakhalin) e lo stretto di Kuril (tra la Kamčatka russa e l'isola di Shumshu nelle Curili).
Durante la guerra russo-giapponese, il Giappone fu in grado di invadere e occupare l'intera isola di Sakhalin per diverse settimane nel luglio 1905. Con il trattato di Portsmouth, che pose fine alla guerra, la Russia cedette la metà meridionale di Sakhalin al Giappone (incorporata amministrativamente come prefettura di Karafuto), mentre le truppe giapponesi si ritirarono dalla propria metà settentrionale; così i due Paesi per la prima volta nella loro storia condivisero un confine terrestre che correva lungo il 50º parallelo nord attraverso l'intera isola di Sakhalin, dallo stretto dei Tartari al Mare di Okhotsk. Anche se il Giappone occupò la parte settentrionale di Sakhalin nel 1920-1925, durante e dopo la guerra civile russa, il controllo sovietico nella Sakhalin settentrionale venne stabilito nel 1925 e il 50º parallelo divenne il confine tra Giappone e URSS.
Dal momento che l'Impero giapponese incorporò la Corea nel 1910, anche il breve confine tra Corea e Russia divenne parte del confine tra l'Impero giapponese e quello russo e, successivamente (fino al 1945), tra l'Impero giapponese e l'URSS.
Il confine terrestre a Sakhalin fu attraversato dall'esercito sovietico nell'agosto del 1945, mentre le forze di marina sovietiche sbarcarono nelle Curili. Come risultato della breve guerra sovietico-giapponese, l'intera Sakhalin e le Curili divennero de facto (e de jure, sotto la legge sovietica) parte dell'URSS, e della sua parte costitutiva, la Repubblica Socialista Federativa Sovietica Russa. Anche se l'URSS e il Giappone ristabilirono le relazioni diplomatiche un decennio dopo (con la dichiarazione congiunta nippo-sovietica del 1956), non fu firmato alcun trattato di pace o accordo sui confini marittimi tra i due paesi.

## Descrizione

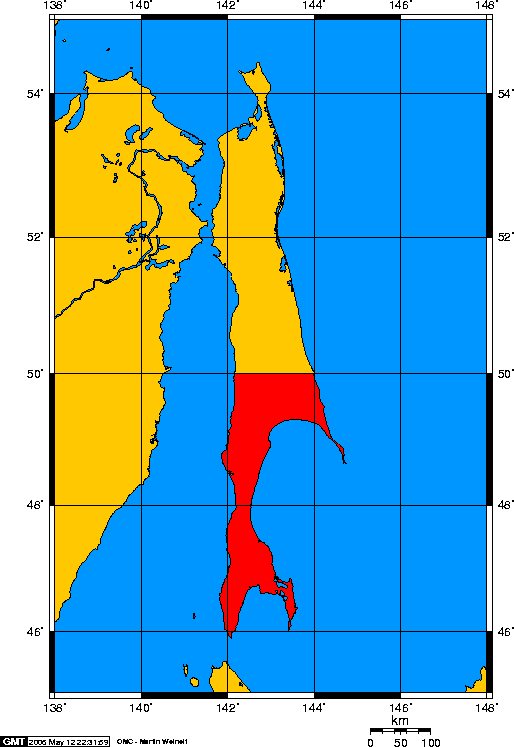
L'ex confine terrestre a Sakhalin (Russia in arancione, Giappone in rosso)

Il confine esistente de facto (e, dal punto di vista russo, anche de jure) russo-giapponese segue diversi stretti marittimi: lo stretto di La Pérouse, lo stretto di Nemuro e lo stretto di Izmeny (stretto di Notsuke) e lo stretto di Sovietsky, che separa Sachalin e le Isole Curili dall'isola giapponese di Hokkaidō. Dal punto di vista del Giappone, il confine de jure passa attraverso lo stretto di La Perouse e lo stretto Friza.

## Dispute territoriali
Il Giappone rivendica il gruppo meridionale delle Isole Curili (vale a dire: Iturup, Šikotan, Kunašir e Chabomai), che furono occupati dall'Unione Sovietica nel 1945 e incorporati nell'oblast' di Sachalin. La Russia tratta le isole come parte integrante del Paese. Alla fine del 2021, i due Paesi hanno avviato i negoziati per la soluzione della disputa, ma sono stati sospesi a causa dell'invasione russa dell'Ucraina del 2022.

## Checkpoint
Non ci sono valichi di frontiera sul confine russo-giapponese, poiché si tratta di un confine puramente marittimo.
Durante l'esistenza del confine terrestre a Sakhalin (1905-1945), la frontiera era attraversata da una strada.